# گارد جاویدان (هخامنشی)
گارد جاویدان (به انگلیسی: Immortals) و (ثبت شده در نوشته‌های یونانی به شکل: Athánatoi) یا جاودانه‌های ایرانی نامی است که هرودوت، تاریخ‌نگار نامدار یونانی، به لشکر سرآمد ده هزار نفری پیاده‌نظام سنگین اسلحه ارتش هخامنشی داده‌ است. یونانیان از این جهت آنان را «جاویدان» می‌خواندند که برخلاف روش همیشگی در جهان باستان، این لشکر، یک سپاه همیشگی (به انگلیسی: Standing Army) بود. به دلیل نبود منابع کافی، نام واقعی (اسپاد) این بخش از نیروهای ارتش شاهنشاهی هخامنشی به دست ما نرسیده‌ است.
از زمان داریوش بزرگ هخامنشیان دارای سپاه پایداری به نام «جاویدان‌ها» بوده‌اند، که متشکل از ده هزار نفر بوده‌ است. این گارد از این رو گارد جاویدان نامیده می‌شد که در صورت بیماری، زخمی شدن یا مرگ یکی از سربازان، بی‌درنگ کسی از ذخیره‌ها جای او را می‌گرفت. افراد گارد ده هزار نفری جاویدان و هنگ گارد سواره تشکیل نخبگان سپاه هخامنشی را می‌دادند.
گارد جاویدان علاوه بر وظیفه محافظت از پادشاه و خانواده سلطنتی در تمامی جنگها به‌عنوان گروه دیده‌بان ارتش پارس پیشاپیش پیاده نظام حضوری کارآمد داشتند.
گروه هزار نفریِ نخست، یعنی هنگی که نیزه‌هایش به انار زرین ختم می‌شد، «هنگ محافظان» بود. این‌ها همه پارسی بودند و بسیار مشهور و هراس‌انگیز. محافظت از شاهنشاه به هنگ محافظ سپرده شده بود و از این رو به هنگام نبرد، درست در جلو و کنار فرمانروا قرار می‌گرفتند. به هنگام بار در دربار نیز افراد این گارد نزدیک‌تر از دیگر سپاهیان به شاه می‌ایستادند؛ چون پاسداری از شاه وظیفهٔ اصلی آن‌ها بود، فقط هنگی که قبضهٔ نیزه‌هایشان زرین بود مجهز به سپر بودند. در عوض باید از تیر و کمان و ترکش صرف نظر می‌کردند، اما دشنهٔ کوتاه ایلامی داشتند.
فرمانده هنگ محافظ شاه، هم‌زمان فرمانده گارد ده هزار نفری جاویدان هم بود. احتمالاً او بالادست فرمانده گارد سوار نیز بوده ‌است. او از قدرتمندترین شخصیت‌های شاهنشاهی به‌ شمار می‌آمد و در پایان عهد هخامنشی رسماً «نایب السلطنه شاه» بود و به فارسی باستان «حاکم دوم» نامیده می‌شد.

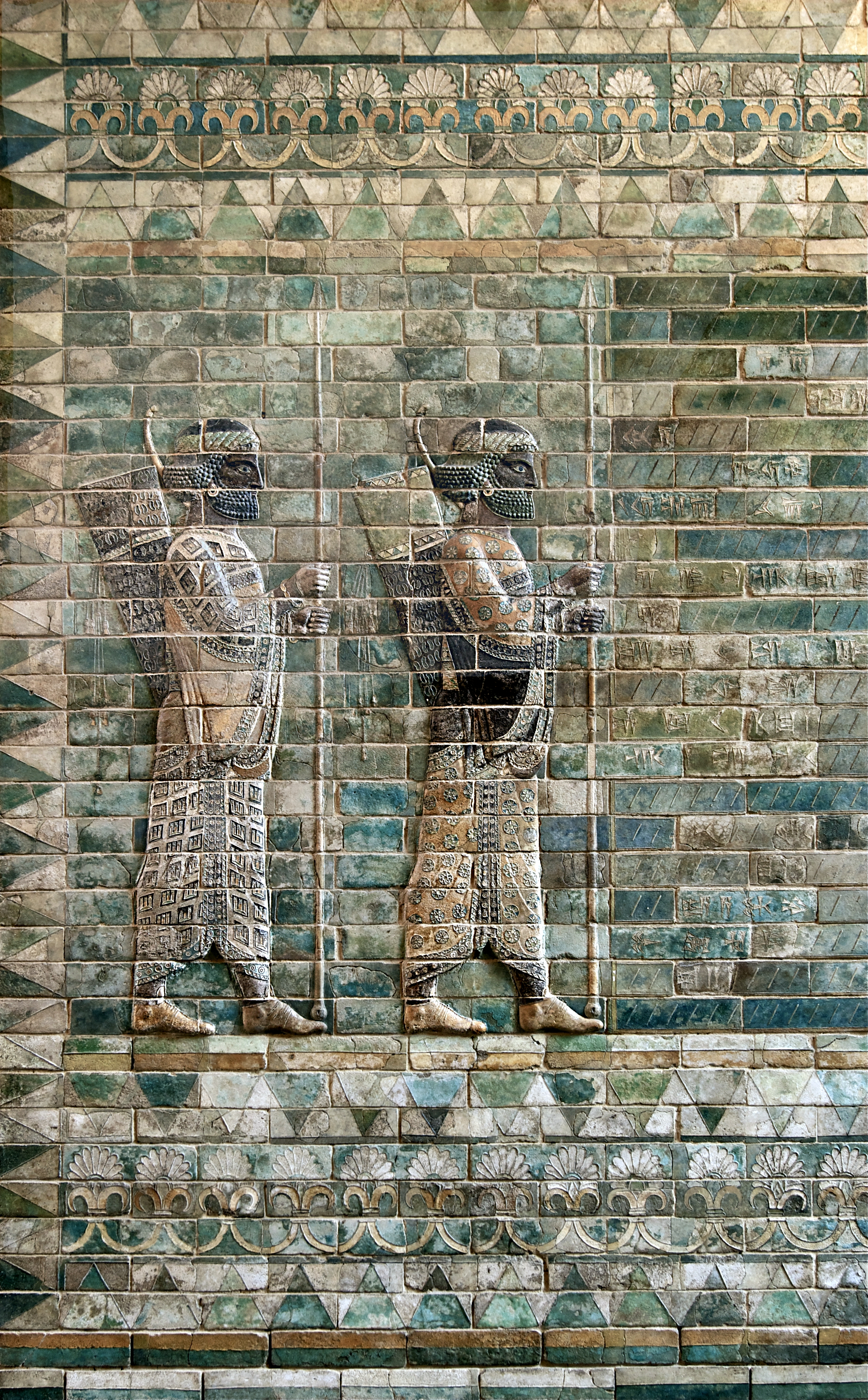
سنگ‌نگاره کمان‌داران، تزئینات مجلل و معروف از بخش مسکونی کاخ آپادانا، ساخته شده توسط داریوش اول در شوش را نمایش می‌دهد. این کتیبه از آجر سفالی براق ساخته شده‌ است و بلندی آن ۴٫۷۵ متر و پهنای آن ۳٫۷۵ متر می‌باشد. هرودوت تاریخ‌نگار این سپاه برگزیده را جاویدان می‌دانست. از این کتیبه هم‌اکنون در موزهٔ لوور در فرانسه نگهداری می‌شود.

## در تاریخ هرودوت
هرودوت جاویدانان را نیروی های پیاده‌نظام سنگین اسلحه‌ای توصیف می‌کند که رهبریشان برعهده ویدرانه، یکی از هفت مردی که علیه بردیای دروغین (گئومات) شوریدند بوده است. گردان جاویدان از نیروهای ویژه‌ای تشکیل شده بود که شماره‌شان از ده هزار بیشتر یا کمتر نمی‌شد. هرودوت ذکر می‌کند که با کشته، زخمی یا بیمار شدن یکی از سربازان جاوید، به سرعت شخص دیگری جایگزین او می‌شود تا شماره ده هزار نفره آنان حفظ شود.
هرودوت تنها کسی است که آنان را جاویدانان لقب می‌دهد. منابع ایرانی از وجود یک سپاه همیشگی که اعضای آن را مبارزان عشایر ایرانی تشکیل می‌دهند، خبر داده‌اند اما آنان را با نام جاویدان نمی‌خوانند. برخی از تاریخ‌دانان معاصر این ایده را مطرح کرده‌اند که هرودوت واژه anûšiya (همنشین) را با واژه anauša (جاودان) اشتباه گرفته‌است؛ با این حال رودیگر اشمیت این احتمال را رد می‌کند.

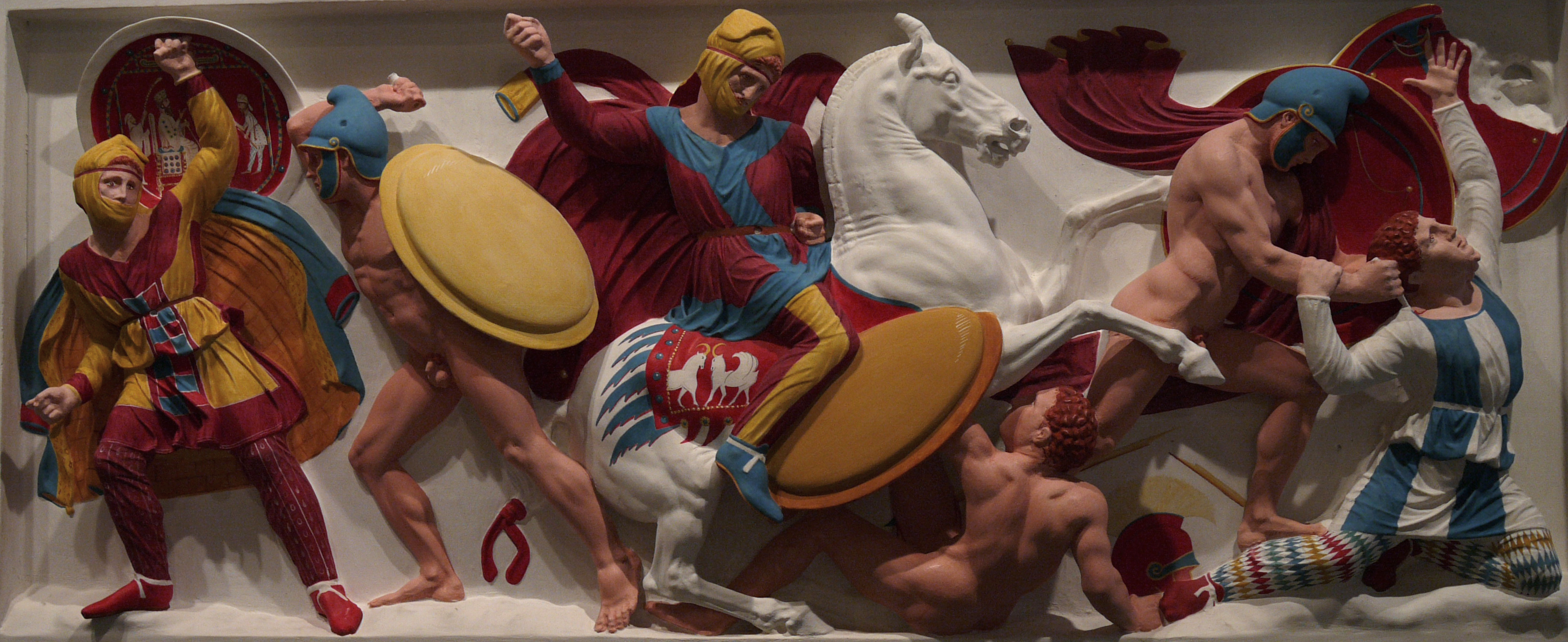
نبرد گارد جاویدان و نیروهای مقدونی، از بازسازی نقش تابوت‌دان اسکندر.

## میراث

### گارد جاویدان ساسانی
گارد جاویدان در دوران شاهنشاهی ساسانی احیا شد. با این حال ممکن است آنان این گردان را از سپاه شاهنشاهی اشکانی به ارث برده باشند. بدنه اصلی سپاه ساسانی، از سواران تشکیل می‌شد و جاویدانان معروف‌ترین گردان در میان سواران بودند. تعداد جاویدانان ساسانی نیز ده هزار نفر بود، با این حال آنان سواره نظام سنگین‌اسلحه بودند، درحالی که نیروهای جاویدان هخامنشی را پیاده‌نظام تشکیل می‌دادند.

### بابک خرمدین
آخرین تاریخ‌نویس (کپی نویس) ارمنی گزارش داد که بابک، سربازانش را گارد جاویدان می‌نامید؛ نامی که هخامنشیان بر سپاه زبده خود گذاشته بودند و ساسانیان نیز از آنها پیروی کردند.

### گردان جاویدان امپراتوری روم شرقی
نام گردان جاویدان دو مرتبه در تاریخ امپراتوری روم شرقی به کار رفته‌است، نخست برای اشاره به سواره نظام سنگین‌اسلحه در سده دهم میلای در دوران ژان یکم و بار دیگر برای اشاره به سپاه جدیدی که پس از شکست در نبرد ملازگرد تشکیل شد.

### گردان جاویدان امپراتوری ناپلئون
در جریان جنگ‌های ناپلئونی، گارد امپراتوری (ناپلئون) در میان سربازان ارتش بزرگ به گارد جاویدان معروف بود.

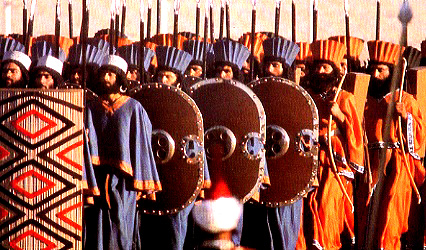
رژه گارد جاویدان هخامنشی در جشن‌های دوهزار و پانصد ساله شاهنشاهی ایران.

### گارد جاویدان پهلوی
گارد جاویدان، یکی از تیپ‌های ارتش شاهنشاهی ایران در زمان محمدرضا شاه بود و مسئولیت حفاظت از خاندان سلطنتی و کاخها و ابنیه سلطنتی را بر عهده داشت. این یگان به استعداد یک گردان (دربردارنده نزدیک به ۳۵۰ تن) بود؛ که به آن هنگ گارد گفته می‌شد. همچنین این گردان از نیروهای داوطلب نیز تشکیل می‌شد. یک سال پیش از انقلاب اسلامی، شماره نیروهای داوطلب گارد جاویدان شاهنشاهی به چهار تا پنج هزار نفر می‌رسید و با پیروزی انقلاب اسلامی، این یگان منحل شد.

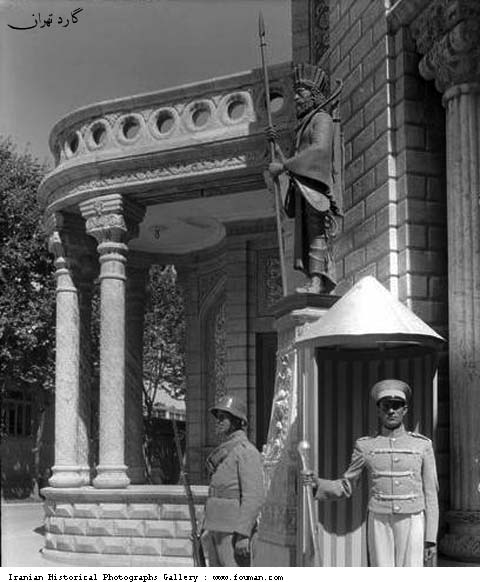
سربازان گارد جاویدان پهلوی در ورودی کاخ مرمر تهران